# 豪尔赫·弗洛雷斯·奥乔亚
豪尔赫·阿尼瓦尔·弗洛雷斯·奥乔亚（西班牙語：Jorge Aníbal Flores Ochoa，1935年9月—2020年8月20日），秘鲁人类学家。

## 生平
1935年9月生于庫斯科，在当地的慈幼中学接受初等教育。1955年，进入库斯科圣安东尼国立大学，1960年获法学学士学位。1965年获人类学学位。1967年获人文学博士研究生学位。主要从事庫斯科和阿雷基帕省社会文化研究，具体包括普诺地区的羊驼牧民文化和民族誌研究。
1965年在普诺高原科技大学任教。1966年回到母校任教。1968年获福特基金会奖学金，在美国康奈尔大学、加利福尼亚大学伯克利分校担任访问学者，从事博士后研究。1977年获古根海姆奖学金。1980年，担任库斯科文化国立研究所所长。曾任库斯科圣安东尼国立大学副校长、校长等职务。他也受邀在日本、德国、瑞士、墨西哥和美国的大学担任客座教授。晚年参加库斯科印加博物馆策展工作，担任库斯科市议会议员。
2003年，成为国立圣马尔科斯大学名誉教授。2011年，获秘鲁政府授予的大十字级杰出服务勋章。
2020年8月20日因2019冠状病毒病逝世，终年84岁。